# Reseda alba
Reseda alba és una espècie de planta de la família de les resedàcies. Floreix des de final de l'hivern i durant la primavera.

## Descripció
És una herba anual o biennal, rarament perenne, multicaule. Les tiges arriben als 130 cm, més o manco erectes, simples o poc ramificades a la part superior, glabres. Les fulles basals en roseta, pinnatisectes, senceres, de marge pla o ondulat; fulles mitjanes i superiors alternes, progressivament més curtes i amb segments en menor número i més estrets. La inflorescència racemosa, molt densa amb moltes flors blanques. Cada flor té cinc o sis pètals, cadascun dels quals es divideix en tres lòbuls llargs i estrets, per la qual cosa els raïms semblen volants. El fruit és una càpsula gairebé rectangular de quatre angles de fins a 1,4 centímetres de longitud.
Per diferenciar-la de les altres espècies del mateix gènere és important fixar-se en els pètals superior i en la forma de la càpsula, per la qual cosa serà convenient comptar amb plantes en flor i amb càpsules madures.

## Distribució
És originària de la regió mediterrània, cultivada o naturalitzada en el centre i nord d'Europa, Amèrica del Nord, Sud-àfrica i l'Índia. És molt freqüent als camps abandonats i marges de camins.

## Noms comuns
Capironat, carapuxa, enturió (Menorca).